# 495

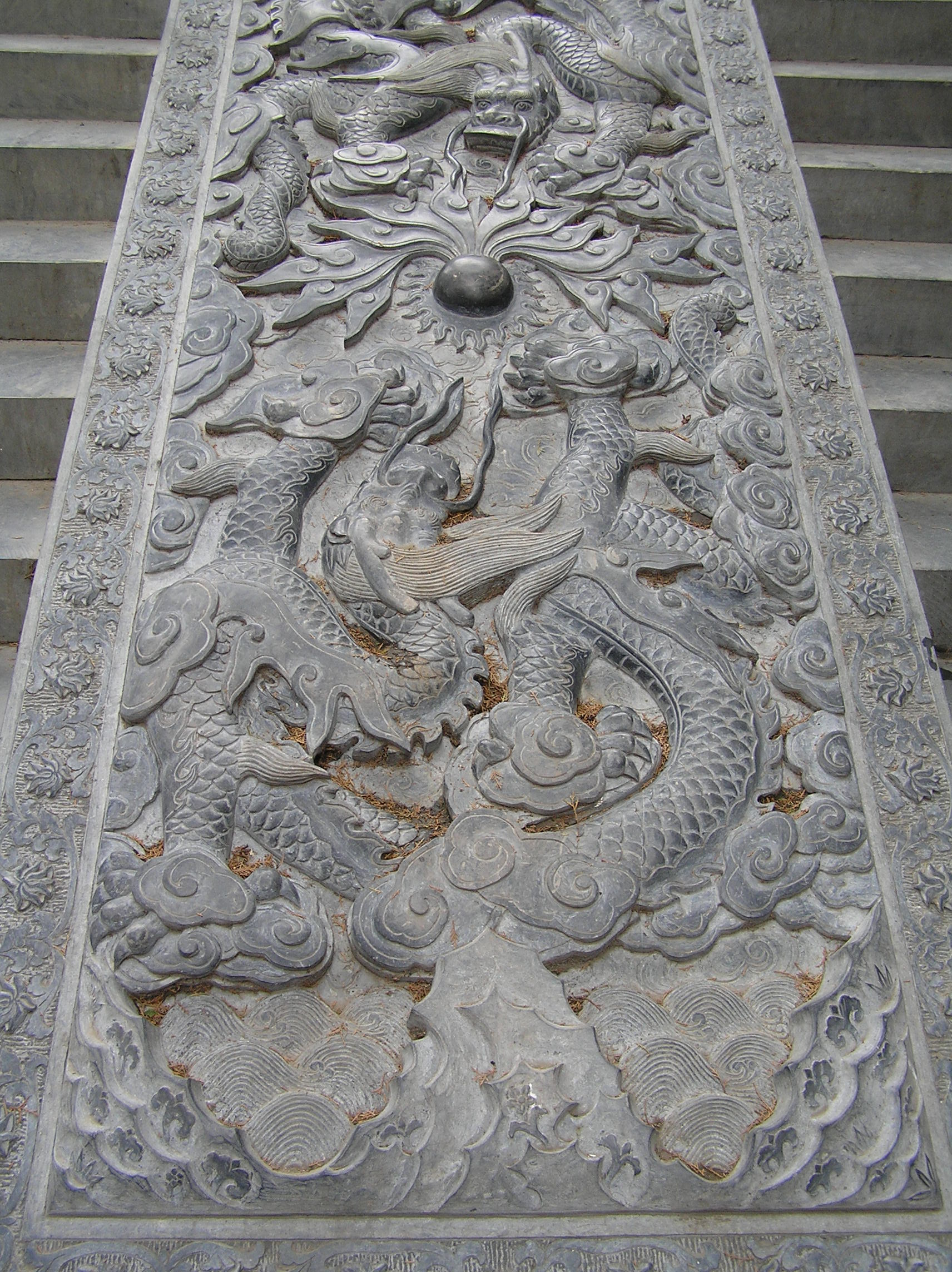
Reliëfsculptuur bij een Shaolintempel

Het jaar 495 is het 95e jaar in de 5e eeuw volgens de christelijke jaartelling.

## Gebeurtenissen

### Klein-Azië
- Keizer Anastasius I benoemt Macedonius II (495-511) tot patriarch (geestelijk leider) van Constantinopel.

### Brittannië
- Cerdic, latere koning van de West-Saksen, landt op de Engelse zuidkust mogelijk in Hampshire. Hij en zijn opvolgers stichten het Koninkrijk Wessex en vestigen hun machtsbasis in de Theemsvallei. (waarschijnlijke datum)

### Europa
- Tato volgt zijn vader Claffo op als koning (hertog) van de Longobarden. Tijdens de migratie naar het zuiden, sluit hij een vredesverdrag met de Herulen die een koninkrijk hebben gesticht aan de Donau. (waarschijnlijke datum)
- Falco wordt gekozen tot bisschop van het bisdom Maastricht.

### Italië
- 15 februari - In Rome vieren sommige senatoren het heidense feest Lupercalia. Ondanks protest van paus Gelasius I. Jongemannen rennen naakt over straat om onheil en misoogst af te weren.
- Gelasius I vaardigt een decreet (Decretum Gelasianum) uit, met een index van "Verboden Boeken". Waaronder sommige apocriefe geschriften die niet in de canon van de Bijbel zijn opgenomen.

### China
- Keizer Xiao Wendi van de Noordelijke Wei laat het Shaolinklooster (Henan) bouwen. In de boeddhistische tempels geven monniken les in mediteren en oosterse vechtkunsten.

### Meso-Amerika
- Vroegste historische melding van de stad Caracol (westelijk van Belize). Een belangrijk handelscentrum, geregeerd door een onafhankelijke koninklijke Maya-dynastie.

## Geboren
- Chlodomer, koning van de Franken (overleden 524)
- Finnian van Moville, Iers bisschop en heilige (overleden 589)
- Guntheuca, Bourgondisch prinses (waarschijnlijke datum)

## Overleden
- Claffo, koning (hertog) van de Longobarden (waarschijnlijke datum)
- Dominator, bisschop van Brescia (waarschijnlijke datum)